# Michelbach (França)
Michelbach foi uma antiga comuna francesa na região administrativa de Grande Leste, no departamento Alto Reno. Em 2010 a comuna tinha 365 habitantes (densidade: 109 hab./km²).
Em 1 de janeiro de 2016, foi incorporado à nova comuna de Aspach-Michelbach.